# Baderico
Baderico (Balderico o Boderico) (... – VI secolo, II o III decennio) Insieme ai fratelli Ermanafrido e Bertario, fu un re del popolo germanico dei Turingi, dal 505 circa alla sua morte.

## Biografia
Di Baderico si hanno scarse notizie. Il vescovo Gregorio di Tours lo cita nel libro III della sua Historia Francorum dicendo che governò la Turingia assieme ai fratelli Ermanafrido e Bertario. Aggiunge inoltre che Ermanafrido catturò e uccise il fratello Bertario.
Ermanafrido aveva una moglie, ingiusta e crudele, di nome Amalaberga, la quale aizzò Ermanafrido in una guerra civile contro il fratello, Baderico. Una volta apparecchiò solo meta tavola per il pranzo e, quando gli venne chiesto il motivo, rispose che "Un re che possiede solo metà del suo regno merita di avere solo metà tavolo apparecchiato". Dopo questo fatto e altri simili Ermanafrido stipulò un patto segreto con il re dei Franchi di Metz, Teodorico I, con la promessa che, dopo la morte di Baderico, si sarebbero spartiti il suo regno. Teodorico, al sentire queste parole, si mosse col suo esercito e congiuntamente a Ermanafrido, andò alla guerra contro Baderico. Venuti a battaglia con Baderico, lo sconfissero e lo uccisero. Dopo aver ottenuto la vittoria, Teodorico rientrò nei suoi territori e Ermanafrido divenne quindi l'unico re dei Turingi, anche perché non mantenne fede al patto stipulato.

## Discendenti
Di Baderico non si conosce alcun discendente e Gregorio di Tours, nel libro III della Historia Francorum, quando parla di Baderico non fa alcun riferimento né ad eventuali mogli né a figli.